# Freiburger Senioren-Convent
Der Freiburger Senioren-Convent ist der 200 Jahre alte Zusammenschluss der Corps an der Universität Freiburg.

## Geschichte
Seit Jahrhunderten zum habsburgischen Vorderösterreich gehörig, hatte Freiburg im Breisgau zu Beginn des 19. Jahrhunderts etwa 8.000 Einwohner. Von den 200 Studenten an der Albert-Ludwigs-Universität kamen die meisten vom Oberrhein. Ein Fünftel stammte aus dem „Ausland“, aus Schwaben und aus der Schweiz. 1812 stifteten Studenten eine (neue) constitutionelle Landsmannschaft namens Rhenania. Die zweite namens Suevia entstand im Juni 1815. Die Rhenania hatte in der ersten Zeit starke Konkurrenz durch den ästhetischen Verein Concordia, der eine starke Anziehungskraft auf die Studentenschaft hatte. Der sogleich gegründete Senioren-Convent (SC) ist seither die älteste Vereinigung studentischer Korporationen an der Freiburger Universität. Die Bedeutung des SC zeigt sich im zusätzlichen Vertrag, den Rhenania und Suevia am 28. Dezember 1815 schlossen: „Wenn einer der Auflösung nahe sein sollte, dann solle er von dem anderen kräftig unterstützt und für seine Wiedererrichtung ernstliche Sorge getragen werden.“ Die von Schweizer Studenten gestiftete Helvetia wurde noch vor dem Jahresende 1815 in den SC aufgenommen. In einjähriger Arbeit entstand der erste Freiburger SC-Comment, der in 75 Paragraphen „Duelle, Strafen, Verschisse und Commerse“ regelte. Beschlossen wurde diese gemeinsame Werteordnung am 6. Januar 1817.

### Überlebenskämpfe
Die schwierigste Zeit für die Freiburger Corps waren die ersten 35 Jahre (1815–1850). In dieser Phase mussten sie wiederholt um ihre Existenz kämpfen. Napoleon Bonaparte war 1815 endgültig geschlagen und der Wiener Kongress hatte die alte Macht der Fürsten restauriert. Den Bürgern wurden Freiheiten verwehrt, nach denen sie sich lange gesehnt hatten. Deutschland blieb ein Flickenteppich aus 41 Staaten.
In Jena lösten sich 1815 die Landsmannschaften auf. Es entstand die Urburschenschaft, die Deutschlands Einigung und demokratische Reformen forderte. 1818 erreichte die burschenschaftliche Idee auch Freiburg. Zunächst wurde versucht, die Freiburger Corps zugunsten einer allgemeinen Burschenschaft aufzulösen. Nachdem dies misslungen war, wurde neben den Corps die erste „Freiburger Burschenschaft“ errichtet. Aus Angst vor politischen Ideen verbot die badische Regierung wiederholt alle Korporationen. Die Freiburger Universität überwachte auftragsgemäß alle studentischen Aktivitäten. Die erste Freiburger Burschenschaft musste sich 1819 nach behördlichen Untersuchungen auflösen, die zweite 1824 ebenfalls. Für die Corps wirkten sich alle Verbote weniger aus, zumal die Universität dem Innenministerium melden konnte, dass Rhenania und Suevia „durchaus keinen politischen Zweck“ verfolgten.
1824 wurde das Corps „Alemannia“ gestiftet, in dem ein Stück der alten Burschenschaft weiterlebte. Als Alemannia 1831 die Vereinigung der Corps anregte, wiesen die anderen Corps den Vorschlag zurück; denn dahinter wurde „die unselige Idee“ gesehen „eine Burschenschaft zu errichten“. Alemannia suspendierte 1832 endgültig. Viermal wurde ein Corps namens „Helvetia“ in Freiburg gestiftet. Nachdem in der Schweiz die Universität Zürich und die Universität Bern entstanden waren, wurde die Zahl Schweizer Studenten in Freiburg so gering, dass die vierte Helvetia 1844 endgültig aufgeben musste.
Rhenania und Suevia mussten von 1835 bis 1850 einige Male suspendieren, weil die Studentenzahlen in Freiburg von 600 (in 1824) auf 200 (in 1846) geschrumpft waren.
Unter den 119 Corpsstudenten in der Frankfurter Nationalversammlung kamen drei aus dem Freiburger SC: Constantin von Waldburg-Zeil (Rhenaniae), Maximilian Werner (Sueviae) und Otto Carl Würth (Alemanniae). Nachdem die Beschlüsse der Nationalversammlung vom preußischen König und den deutschen Fürsten abgelehnt worden waren, brach 1849 die Badische Revolution aus. Zu deren Niederschlagung marschierten preußische Truppen in Baden ein. Sie besetzten Freiburg und verfolgten die Aufständischen. Zu den „Revolutionären“ gehörten auch Freiburger Corpsstudenten. Einige wurden verhaftet und zu Zuchthausaufenthalten verurteilt. Um ihrer Verhaftung zu entgehen, flüchteten 29 Rhenanen und Schwaben in die Schweiz, nach Frankreich und in die USA.

### Badische Anerkennung und wilhelminischer Glanz
Als Baden 1851 sein Vereinsrecht liberalisiert hatte, brauchten Rhenania und Suevia keine Verbote mehr zu befürchten. Im selben Jahr führte der Freiburger SC die Bestimmungsmensur ein. Dem Kösener SC-Verband trat der Freiburger SC im Januar 1856 bei. Die Corps waren von der Universität anerkannt. 1866 – im Jahr des Deutschen Krieges – empfahl die Universität neu immatrikulierten Studenten ausdrücklich die Mitgliedschaft in einem Corps. In der Freiburger Studentenschaft fiel den Corps die führende Rolle zu. Allerdings gingen die Studentenzahlen in Freiburg von 359 (1850/51) auf 204 (1871) zurück. Der Freiburger SC schrumpfte von 30–40 Aktiven (1851–1858) auf weniger als die Hälfte (1871). Bei der Entstehung der Schweizer Studentenverbindungen spielten die Freiburger Corps eine große Rolle.
Der erfolgreiche Deutsch-Französische Krieg und die Deutsche Reichsgründung brachten positive Veränderungen für Freiburg. An die wegen ihrer Randlage zuvor kaum beachtete Universität strömten erstmals Studenten aus allen Teilen des Deutschen Kaiserreiches. Die Studentenzahlen wuchsen von 212 (in 1871) auf über 3.000 (in 1914). Zugleich stieg der Anteil der Nichtbadener von 14 % auf 80 % (in 1914). Da die Rhenanen und die Schwaben weiterhin  vor allem aus dem Großherzogtum Baden (und dem übrigen Süddeutschland) kamen, fühlten sich Corpsstudenten anderer Corps – schon aus mundartlichen Gründen – im Freiburger SC nicht wohl. Inaktive auswärtiger Corps standen daher Pate für das Corps Hasso-Borussia. Gleich nach der Stiftung 1876 aufgenommen, gab es dem Freiburger SC wesentliche neue Impulse. Es entstand ein neuer SC-Comment und die Fechtkunst verbesserte sich deutlich. 1886 verfügte der Freiburger SC über 86 Aktive, womit er knapp 9 % der Freiburger Studentenschaft stellte. 1913 hatte der SC einen Privatdozenten zum persönlichen Erscheinen vor der SC-Jury vorgeladen. Daraufhin suspendierte die Universität die drei SC-Corps. Erst nachdem der SC sich bereit erklärt hatte, seinen Comment so abzuändern, dass Angehörige des Lehrkörpers nicht mehr der Jurisdiktion des SC unterlagen, hob die Universität die Suspendierung auf. Im Ersten Weltkrieg fielen 131 Freiburger Corpsstudenten.

### Weimarer Republik

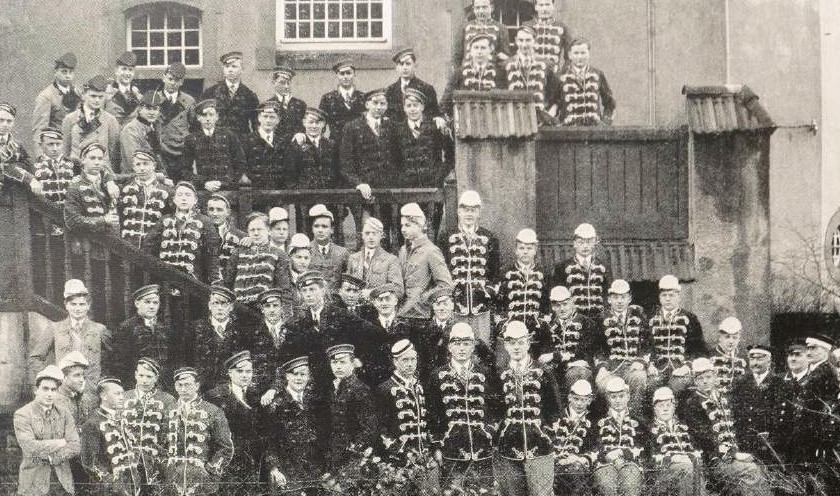
Aktive des SC zu Freiburg (1930)

Nach dem Ersten Weltkrieg wurde der Freiburger SC durch neue Corps verstärkt. Da das Reichsland Elsaß-Lothringen verloren und die Kaiser-Wilhelm-Universität geschlossen war, suchten die Straßburger Corps eine neue Heimat. Alsatia wurde 1919 in den Freiburger SC recipiert. Sie suspendierte noch 1919 und rekonstituierte 1920 als Corps Palaio-Alsatia in Frankfurt am Main. Palatia Straßburg zog über Marburg nach Freiburg und wurde 1920 in den Freiburger SC aufgenommen. Als die Forstliche Abteilung der TH Karlsruhe 1920 nach Freiburg verlegt wurde, zog auch die Forstverbindung Hubertia (1868) um. Am 27. November zum Corps Hubertia Freiburg umgewandelt, wurde sie 1921 als fünftes Mitglied in den Freiburger SC aufgenommen. Rhenania und Suevia erhofften sich durch Hubertia eine Stärkung des badischen Elements im SC.
Die Freiburger Corpsstudenten taten sich mit der Neuorientierung nach dem Krieg schwer. Sie selbst stammten überwiegend aus gesellschaftlichen Schichten, die das Kaiserreich maßgeblich mitgetragen hatten und die Weimarer Republik ablehnten.
Die Freiburger Corps diskutierten das unpolitische Erziehungsprinzip. 1920 verfasste der SC eine Denkschrift mit Anträgen an den Kösener Congress 1921. Gefordert wurde insbesondere eine Mitarbeit in der Hochschulpolitik. Der oKC 1921 befürwortete zwar allgemein die „Erziehung zum tätigen Staatsbürger“; die Freiburger Vorschläge wurden aber als „Zwangsjacke“ empfunden und nicht angenommen. Der verlorene Krieg, die demokratische Republik und die Deutsche Inflation 1914 bis 1923 hatten den luxuriösen Lebenswandel der Kaiserzeit erledigt. In den Corps wurden auch weniger wohlhabende Studenten aktiv. Besonders im Südwesten des Reiches hatten manche Corps so viel Zuspruch, dass sie einen Aufnahmestopp verhängten. Der Freiburger SC wuchs 1925 auf 97 Aktive und 148 Inaktive. Bis 1930 erreichte er einen zahlenmäßigen Höchststand und damit eine zweite Blütezeit. Gegen Ende der Weimarer Republik stellten sich die Freiburger Corps (noch) gegen den aufkommenden Nationalsozialismus. In einem 1932 verfassten Promemoria warnte der Freiburger SC den Kösener Congress ausdrücklich vor dem Eindringen politischer Tendenzen in die Corps.

### Ablehnung durch die Nationalsozialisten und eigenes Versagen
Der Vorwärts der SPD bezeichnete das Corpsstudententum als „Pflanzschule der Reaktion“; es wolle eine Mandarinenkaste züchten. Auch die Nationalsozialisten betrachteten die Corps als rückwärtsgewandte, bürgerlich-elitäre Institution. Da sie dem Ideal einer Volksgemeinschaft im Wege standen, mussten sie weichen. Bewerkstelligt wurde das durch den Entzug ihrer Anhängerschaft, der sie zur Selbstauflösung zwang. Viktor Lutze verbot deshalb allen SA-Angehörigen eine gleichzeitige Mitgliedschaft in Corps. Einige Corpsstudenten in der SA gaben daraufhin ihre Bänder zurück. Nach dem Kösener wählten auch die Freiburger Corps mehrheitlich die Selbstauflösung im Oktober 1935. Der Versuch als „Verbindung im Freiburger Waffenring“ fortzubestehen scheiterte nach kurzer Zeit; denn allen studierenden NSDAP-Mitgliedern war im Mai 1936 die Mitgliedschaft in studentischen Verbindungen verboten worden. Deshalb mussten sich auch diese „Verbindungen im FWR“ auflösen. Wie die  Freiburger (und alle anderen) Corps bis zu ihrer Auflösung mit corpsstudentischen Grundsätzen umgingen, kann aus heutiger Sicht als das eigentliche Problem gesehen werden; denn in dreierlei Hinsicht wurden Corpsgrundsätze verletzt:
1. Der Freiburger SC beschloss bereits im Sommersemester 1933, dem Nationalsozialistischen Deutschen Studentenbund geschlossen beizutreten. Die Aktiven wurden zum Eintritt in die Sturmabteilung (SA) verpflichtet. Der SC stellte sich damit selbst in den Dienst der nationalsozialistischen Bewegung und gab das alte Prinzip politischer Neutralität auf.
2. Auf Anordnung der Nationalsozialisten verlangte der Kösener von seinen Corps die Einführung des sog. Führerprinzips (bis Ende Juli 1933). Dem kamen alle Freiburger Corps nach. An die Stelle des Seniors trat der „Führer“ des Corps, der seinen Nachfolger bestimmte. Das bedeutete eine Entmachtung der Corpsburschen. Der CC konnte nicht mehr wählen und entscheiden, sondern durfte den Führer des Corps allenfalls noch beraten. Das demokratische Jüngstenprinzip der Corps war dadurch hinfällig.
3. Der springende Punkt war die Umsetzung des Arierparagraphen. Max Blunck und sein Nachfolger Werner Heringhaus  verlangten von allen Corps den Ausschluss jüdischer Mitglieder und solcher, die mit Jüdinnen verheiratet waren. Nachdem der Kösener bereits 1920 beschlossen hatte, keine Juden mehr aufzunehmen, stellte die Forderung nur manche Altherrenvereine vor ein Problem. Vor die Wahl gestellt, entweder betroffene Corpsbrüder auszuschließen oder zu suspendieren, entschied sich die Mehrheit der Corps für eine Fortsetzung ohne „jüdische“ und „jüdisch versippte“ Alte Herren. Nur fünf von 104 Corps lehnten einen Ausschluss von Corpsbrüdern prinzipiell ab. Die Freiburger Corps, die sich für ein Fortbestehen ihres Corps entschieden hatten, gingen unterschiedliche Wege. Die betroffenen Alten Herren wurden entweder (nach Mehrheitsbeschluss der Mitglieder) zur Bandniederlegung aufgefordert oder um ihren „freiwilligen“ Austritt gebeten. Dieses treulose Vorgehen rührte am Kern corpsstudentischer Werte. Eine Reihe nichtbetroffener Corpsbrüder legte das Band unter Protest nieder.

Um in den Besitz der Corpshäuser zu gelangen, setzten die Nationalsozialisten den AH-Vereinen 1937/38 eine Frist zur Einrichtung von sog. „Kameradschaftshäusern“. Für den Fall des Fristablaufs drohten sie mit einer Enteignung der Corpshäuser. Die Alten Herren der (aufgelösten) Corps bildeten oder unterstützten daraufhin SC-Kameradschaften. Eine Freiburger Besonderheit war, dass auch nach Auflösung der Corps 1935/36 und sogar während des Krieges (unter Verstoß gegen ein Führerverbot) weiter gefochten wurde – geheim und mit großen Vorsichtsmaßnahmen (oft im Schwarzwald). Allein die Kameradschaft „Schwabenland“ (Suevia) focht bis November 1944 unglaubliche 233 Mensuren. Alle Aktivitäten endeten mit der Operation Tigerfish am 27. November 1944, bei der 2.797 Freiburger getötet, 9.600 Menschen verletzt und viele Korporationshäuser (unter anderem die Corpshäuser von Rhenania und Hasso-Borussia) zerstört wurden.

### Ablehnung als Vergangenheitsbewältigung
In der Nachkriegszeit in Deutschland vertraten Freiburger Professoren die Ansicht, dass die Wiederherstellung der „alten Korporationen“ eine „Gefahr für die Hochschule“ darstellte. Der Senat  beschloss, nur solche studentischen Gemeinschaften zuzulassen, die dem „antiquierten Leben“ entsagen und sich „modern“ geben wollten. Die im Februar 1950 von der Universität beschlossenen Richtlinien für studentische Gemeinschaften verboten Bestimmungsmensuren und das Tragen von Couleur in der Öffentlichkeit. Die Bezeichnung „Corps“ sollte für immer verboten sein. So rekonstituierten die Freiburger Corps zwischen 1949 und 1952 unter sehr schwierigen Verhältnissen. Bei der Wohnungsnot waren die erhaltenen Corpshäuser zwangsbelegt oder vermietet. Rhenania und Hubertia bildeten 1950 eine Interessengemeinschaft zur Rekonstitution des Freiburger Senioren-Convents. Sie warteten zunächst die Wiederbegründung des Kösener SC-Verbandes (am 19. Mai 1951 auf der Godesburg) ab. Der Freiburger SC wurde am 23. Juni 1951 von vier Corps neu begründet. Der SC zählte damals 53 Aktive und 26 Inaktive. Im folgenden Jahr rekonstituierte auch Palatia Straßburg, die sich im Mai 1952 mit Guestphalia Jena zum Corps Palatia-Guestphalia zusammentat. Damit bestand der SC wieder aus fünf Corps. Die Freiburger Universität, die die „Würdigkeit“ aller Korporationen prüfte, dachte aber weiterhin nicht daran, „alte Korporationen“ wie die Corps zu genehmigen. Gegen die entsprechenden Richtlinien der Universität – insbesondere gegen das Verbot des öffentlichen Couleurtragens – begann ein Rechtsstreit, der nach drei Instanzen das Bundesverfassungsgericht erreichte. Er endete nach 14 Jahren, bevor das Verfassungsgericht entscheiden konnte; denn 1964 beschloss die Universität neue Richtlinien, die eine Anerkennung schlagender Korporationen und das Bandtragen in der Öffentlichkeit ermöglichten. Danach durfte der SC wieder fechten und (außerhalb der Universität) Couleur tragen. Der Zulauf zum SC war erstaunlich: 1960 hatten die fünf Freiburger Corps 87 Aktive und 253 Inaktive. Der Freiburger SC erlebte seine dritte Blütezeit.

### Ablehnung durch die 68er
Infolge der 68er-Bewegung verloren die Freiburger Corps an Boden. Ihr vorher noch gutes Ansehen in der Studentenschaft ging zurück. Sie wurden (beim Auftreten in Couleur) zur Zielscheibe studentischer Attacken. Wie schon in der Zeit des Nationalsozialismus zogen sich die Corps „in ihre Türme“ – auf ihre Häuser – zurück. Aus dem Rückzug von der Alma Mater resultierten massive Nachwuchsprobleme. Der starke Rückgang der  Mitgliederzahlen führte zu Diskussionen über corpsstudentische Prinzipien. Besonders das Mensurprinzip wurde in Frage gestellt. Trotz des Austritts von vier grünen Corps aus dem KSCV blieben die Corps des Freiburger SC bei drei Pflichtpartien. Bemerkenswert ist, dass die Freiburger Corps sich sogar untereinander halfen: Als Suevia 1982 um ihren Fortbestand kämpfte, nahmen drei Huberten (Haas, Hartung und Weitbrecht) im Wintersemester 1982/83 ein zweites Band auf. Ab Mitte der 1980er Jahre nahm der Mitgliederbestand den Freiburger Corps wieder zu. Im Wintersemester 2014 meinte ein SC-Corps, sich nicht mehr an die gemeinsamen Regeln halten zu müssen. Der SC verhängte einen Verruf – mit allen unangenehmen Folgen für das betroffene Corps. Der Fall zeigt, dass der Freiburger SC auch nach zwei Jahrhunderten zusammensteht und seinen Comment praktiziert.

## Stärke
Blütezeiten erlebte der Freiburger SC in den 1880er Jahren, in der Zwischenkriegszeit und vor der 68er-Bewegung.
| Jahr | Corps | Aktive | Inaktive |
| ---- | ----- | ------ | -------- |
| 1858 | 2     | 40     | ?        |
| 1871 | 3     | 20     | ?        |
| 1886 | 4     | 86     | ?        |
| 1925 | 5     | 97     | 148      |
| 1951 | 5     | 53     | 26       |
| 1960 | 5     | 87     | 253      |
| 2016 | 5     | 36     | 85       |

## Heutiger SC
- Corps Rhenania Freiburg (1812)
- Corps Suevia Freiburg (1815)
- Corps Hubertia Freiburg (1868)

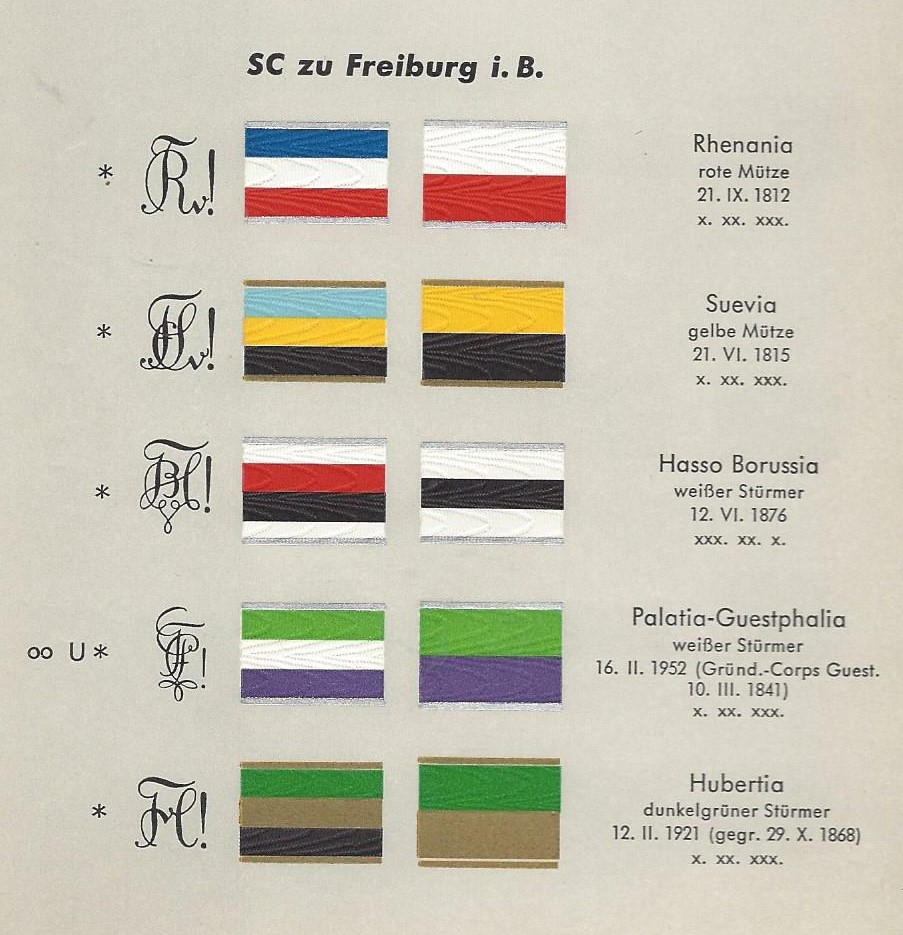
Freiburger Senioren-Convent (1952)

- Corps Hasso-Borussia Freiburg (1874)
- Corps Palatia-Guestphalia (1952)

Im Sommer 2016 waren von den 85 Inaktiven nur 23 am Ort. Ab November 2017 stellt der Freiburger SC zum siebten Mal den Vorort des Kösener Senioren-Convents-Verbandes.